# Les Îles (film)
Pour plus de détails, voir Fiche technique et Distribution.
Les Îles est un film français réalisé par Iradj Azimi, sorti en 1983.

## Synopsis
Sur une île, au large des côtes bretonnes, un groupe d'hommes et de femmes tente de préserver, face aux difficultés, les qualités d'une vie harmonieuse. Pour y parvenir, l'un des hommes, Fabrice, va partir de plus en plus loin, sur d'autres îles.

## Fiche technique
- Titre français : Les Îles
- Réalisation : Iradj Azimi
- Scénario : Iradj Azimi
- Image: Willy Kurant et Robby Müller
- Décors : Frédéric Néry et Jean-Paul Lamboley
- Son : Antoine Bonfanti
- Musique : Henri Raschle
- Montage : Jean-Claude Bonfanti et Anita Fernandez
- Régie : André Grall
- Sociétés de production : Utopia Productions, FR3 Cinéma, MFG (Stuttgart)
- Pays de production :  France
- Format : Couleurs - 35 mm - 1,66:1 - Mono
- Genre : drame
- Durée : 110 minutes
- Date de sortie : France, 16 mars 1983

## Distribution
- Maximilian Schell : Fabrice
- Marie Trintignant : Nathalie
- Daniel Mesguich : Mathieu
- Jean Dasté : Jean
- Marcel Marceau : le directeur de l'IGN
- Jean-Pol Dubois : Thomas
- Catherine de Seynes[1],[2] : la vieille dame
- Patrick Bauchau : Edouard
- Nathalie Nell : Hélène
- Jean-Pierre Sentier : le passeur
- Raymond Jourdan : le commissaire-priseur
- Serge Marquand : Designy

## Anecdotes
Le film a été tourné sur l'île d'Ouessant et au Conquet (Finistère).

## Appréciation critique
« Nous sommes en face d'un film secret et sublime. Iradj Azimi, qui ne doit pas être un mystique, insiste sur l'importance de la seule valeur à laquelle on peut encore croire actuellement : la transcendance de l’œuvre d'art. »

— Raphaël Bassan, La Saison cinématographique 1983